# Oswald Hillebrand

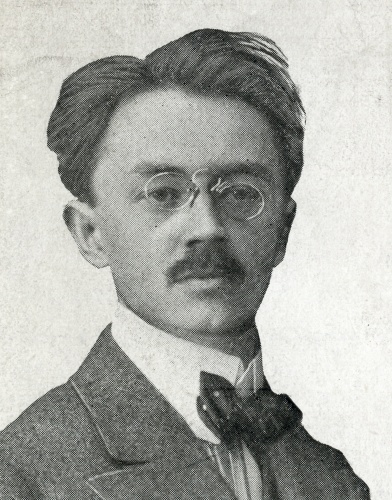
Oswald Hillebrand

Oswald Hillebrand (* 7. Oktober 1879 in Hotzenplotz (Osoblaha), Mähren; † 4. Juni 1926 in Prag-Veleslavín) war ein österreichisch-böhmischer Politiker. Er war Abgeordneter zum Österreichischen Abgeordnetenhaus, Mitglied der Provisorischen Nationalversammlung und Abgeordneter des Tschechoslowakischen Senates.

## Leben
Oswald Hillebrand wurde als Sohn eines Maurermeisters geboren. Er besuchte nach der Volksschule eine Bürgerschule und absolvierte im Anschluss die Lehrerbildungsanstalt in Troppau. Er war ursprünglich als Lehramtskandidat tätig, wandte sich jedoch bereits in jungen Jahren der politischen Arbeit zu und setzte sich aktiv für die sozialdemokratischen Ideen ein. Er erregte vor allem durch seine rhetorischen Fähigkeiten die Aufmerksamkeit der Parteileitung und wurde von Seliger zum Parteisekretär nach Teplitz berufen, bevor er als Redakteur des „Volkswillens“ nach Karlsbad ging. Hillebrand war innerparteilich als Kreisvertrauensmann der westböhmischen Sozialdemokraten aktiv, war Delegierter der Sozialistischen Arbeiter-Internationale und wirkte als Mitglied der Landesparteivertretung von Böhmen. Auf Grund seiner parteipolitischen Aktivitäten für die Sozialdemokratische Partei wurde er auch mehrfach vorbestraft. Hillebrand kandidierte bei der Reichsratswahl 1907 für einen im Abgeordnetenhaus, konnte jedoch kein Mandat erreichen. Bei der Reichsratswahl 1911 trat er erneut, diesmal im Wahlbezirk Böhmen 97, wo er sich knapp gegen einen Kandidaten der Deutschradikalen Partei durchsetzen konnte. Er gehörte in der Folge bis 1918 dem Abgeordnetenhaus an und war als Mandatar eines deutschsprachigen Wahlkreises nach dem Ende der Monarchie zwischen dem 21. Oktober 1918 und dem 16. Februar 1919 auch Mitglied der Provisorischen Nationalversammlung. Er wurde 1920 bei den Wahlen zum Tschechoslowakischen Senat gewählt und gehörte dem Gremium bis zu seinem Tod an. Er verstarb bereits im 47. Lebensjahr in einem Sanatorium in Veleslavín bei Prag.